# Област Тепелена
Област Тепелена (алб. Rrethi i Tepelenës) је једна од 36 области Албаније. Има 32.000 становника (процена 2004), и површину од 817 km². На југу је земље, а главни град је Тепелена. Међу другим значајнијим местима у овој области је Мемалиај.
Обухвата општине: Буз, Крахс, Курвељеш, Љопс, Љуфтињ, Мемаљиај, Тепељен (Тепелена), Ћендр (Центар) и Ћесарат.